# Sigurður Sigurðsson
Sigurður Sigurðsson (ur. 22 kwietnia 1914 w Vestmannaeyjar, zm. 12 kwietnia 1982 w Reykjavíku) – islandzki lekkoatleta, olimpijczyk.
Uczestnik Letnich Igrzysk Olimpijskich 1936 w Berlinie. Wystartował w skoku wzwyż i trójskoku. Zajął 23. miejsce w skoku wzwyż ex aequo z ośmioma zawodnikami (180 cm), oraz 22. pozycję w trójskoku (13,58 m).
Mistrz Islandii w trójskoku (1935, 1936, 1937, 1939), skoku wzwyż (1936, 1937, 1939, 1940) i skoku w dal (1937).
Rekordy życiowe: skok wzwyż – 185 cm (1938), trójskok – 14,00 m (1936).